# Damani Camara
Damani Camara (* 19. února 1996 New York) je americký fotbalový útočník hrající za český druholigový FK Varnsdorf, kam přestoupil ze Spartaku Police nad Metují hrajícího Přebor Královéhradeckého kraje.

## Kariéra
S fotbalem začínal v Guineji, ve které vyrůstal, kde působil v klubu Santoba FC. Po dvou a půl letech odehraných v americkém FC Columbus se poprvé vydal do Evropy, v srpnu 2018 přestoupil do německého Türkspor Augsburg hrajícího místní šestou ligu. Po svém příchodu nastoupil do prvního utkání, poté už ale hrál pouze v rezervním týmu. Po necelém půl roce se tak vrátil do USA, konkrétně do Michigan Stars FC a následně se vrátil do Columbusu hrajícího National Premier Soccer League. Sezona 2022 nebyla pro Columbus podařená, tým v playoff vypadl v prvním regionálním kole, dařilo se ale Camarovi, který se s 15 vstřelenými góly stal nejlepším střelcem soutěže.
V srpnu 2023 Camara přestoupil do Česka, stal se hráčem Spartaku Police nad Metují v Královéhradeckém krajském přeboru. Ve 28 utkáních přeboru vstřelil 41 gólů a významně pomohl Spartaku Police k historicky prvnímu postupu do 4. nejvyšší soutěže. Camarova střelecká forma zaujala kluby z vyšších soutěží, na testy si ho pozval druholigový FK Varnsdorf, který Camaru krátce před začátkem ročníku podepsal. Premiérový start ve druhé lize si připsal v úvodním kole v zápase proti Viktorii Žižkov.